# 木内博
木内 博（きうち ひろし、1956年 - ）は、日本の政治家。神奈川県議会議員（4期）。

## 概要
香川県小豆郡（小豆島）生まれ。淳心学院高等学校卒業。立命館大学文学部日本史学科に入学したが、2年半で中退。その後横浜国立大学教育学部に入学したが、再度中退する。
1980年、ハプニング解散による衆参同日選挙（第36回衆議院議員総選挙・第12回参議院議員通常選挙）に東京都選挙区から出馬した宇都宮徳馬の事務所に所属し、選挙ボランティアを務める。1983年、横浜市会議員選挙に港北区選挙区から出馬し、初当選を果たした。1987年に再選されたが、任期途中の1990年に市議を辞職。第39回衆議院議員総選挙に無所属で旧神奈川県第1区から出馬したが、立候補者7人中最下位で落選した。4月には細郷道一の死去に伴う横浜市長選挙に出馬したが、自由民主党が擁立した元建設事務次官の高秀秀信に敗れ、再び落選。翌1991年、横浜市議選に出馬し、返り咲きを果たした。
1995年、神奈川県議会議員選挙に新党護憲リベラル公認で出馬し、当選を果たした。新党護憲リベラルの解党後は市民の党に所属した。その後、1999年、2003年、2007年と4期連続当選し、2011年の選挙には立候補しなかった。

## 市民の党との関係
市民の党、市民の党と事務担当者や所在地が同じである関連団体『政権交代をめざす市民の会』『MPD・平和と民主運動』に対し、鷲尾英一郎や小宮山泰子など国会議員7名の政治団体と国会議員1名から献金があった。木内を含む地方議員16名が鷲尾や小宮山らの関係団体へそれぞれ2500万円を超える額を献金したものが、ほぼそのまま市民の党関連の団体へと献金されていたことや、木内ら地方議員16名が鷲尾、小宮山両氏の政治資金団体の双方に対し、同じ年に個人献金の上限である150万円を寄付していた。また、市民の党関連団体や市民の党と関係がある国会議員の関連団体に対し、2006年～2009年の3年間で1000万円以上寄付を行っていた。